# Weiszburg Gyula
Weiszburg Gyula (Erdőbénye, 1866. augusztus 19. – Budapest, Ferencváros, 1919. január 28.) budapesti rabbi, teológiai író.

## Élete
Weiszburg Salamon és Rosenberg Mária fia. 1881-től 1891-ig volt a budapesti rabbiképző növendéke. 1890-ben avatták bölcsészdoktorrá, 1892-ben pedig rabbivá. Előbb a Pesti Izraelita Hitközség segédrabbija volt, 1905-től főtitkára. Egyidőben szerkesztette a Jövő és Hitközségi Szemle című felekezeti lapokat. Cikkei a Magyar-Zsidó Szemlében, az Izraelita Magyar Irodalmi Társulat Évkönyveiben, a Jövőben és a Hitközségi Szemlében jelentek meg. Írt még egy hittani tankönyvet is. Felesége Spitzer Ida volt.
A Salgótarjáni utcai zsidó temetőben helyezték nyugalomra.

## Művei
- Midrás Leviticus Rabba. Budapest. A szerző kiadása, 1890. (Bölcsészdoktori értekezés)
- A biblia könyvei. Tartalmi ismertetés bevezető fejezetekkel és szemelvényekkel. Budapest, 1901. (2. jav. kiadás. Bpest, 1909.)